# Ilton (North Yorkshire)
Ilton – osada w Anglii, w North Yorkshire. Ilton jest wspomniana w Domesday Book (1086) jako Hilchetun.